# Pedro Rencoret
Pedro Rencoret Cienfuegos fue un político chileno, que fue presidente de la primera Asamblea Provincial de Colchagua.

## Biografía
Hijo del español Manuel Rencoret González de Orellana y María de la Paz Cienfuegos Arteaga. Hermano del exdiputado suplente, Manuel Rencoret Cienfuegos. Se casó en Nancagua el 13 de agosto de 1815 con Dolores Calvo y Argomedo, con quien tuvo tres hijos. Además, tuvo sucesión natural con Dolores Álvarez, sumando otros seis hijos.
Fue elegido diputado por Nancagua para la primera Asamblea Provincial de Colchagua, que estuvo vigente entre 1826 y 1828. Presidió la asamblea entre el 2 de noviembre de 1827 y enero de 1828.
Rencoret resultó nuevamente electo diputado, esta vez por San Fernando, en la segunda Asamblea Provincial de Colchagua, en mayo de 1829, que se instaló sin los diputados de Talca.
Fue sepultado en Nancagua, donde se hallaba avecindado, el 4 de julio de 1865. Había testado en Santiago de Chile.